# Юэчи
Юэчи (кит. упр. 岳池, пиньинь Yuèchí) — уезд городского округа Гуанъань провинции Сычуань (КНР).

## История
При империи Тан в 697 году из части территории уездов Наньчун (南充县) и Сянжу (相如县) был образован уезд Юэчи.
При империи Южная Сун в 1207 году из уезда Юэчи был выделен уезд Хэси (和溪县).
При империи Юань в 1283 году к нему были присоединены уезды Синьминь (新民县) и Хэси.
При империи Цин в 1668 году уезд был присоединён к округу Гуанъань (广安州), но в 1721 году восстановлен.
В 1950 году был образован Специальный район Дачжу (大竹专区) и уезд вошёл в его состав. В 1953 году Специальный район Дачжу был расформирован, и уезд перешёл в состав Специального района Наньчун (南充专区). В 1968 году Специальный район Наньчун был переименован в Округ Наньчун (南充地区).
В 1993 году округ Наньчун был расформирован, и уезд Юэчи вошёл в состав нового Округа Гуанъань (广安地区). В 1998 году постановлением Госсовета КНР округ Гуанъань был преобразован в городской округ Гуанъань.

## Административное деление
Уезд Юэчи делится на 22 посёлка и 21 волость.